# David Purley
David Charles Purley (n. 26 ianuarie 1945 – d. 2 iulie 1985) a fost pilot de curse britanic. A participat la 11 Campionate Mondiale de Formula 1, debutând la Monaco în 1973.
Purley este cunoscut pentru acțiunile întreprinse în Marele Premiu al Olandei din 1973, când a abandonat cursa și a încercat salvarea vieții colegului de cursă Roger Williamson, a cărui mașină s-a răsturnat din cauza unui accident și a fost cuprinsă de flăcări. Lui Purley i s-a înmânat Medalia George pentru curajul de a încerca salvarea vieții lui Williamson care a murit sufocat în explozie.
În timpul precalificărilor în Marele turneu Britanic din 1977,Purley a suferit multiple fracturi de oase după ce mașina lui a intrat în zid în urma blocării accelerației. Frânarea de la 173 km/h (108 mph) la 0 pe o distanță de 66 cm (26 in) este considerată una dintre cele mai grele din istorie. Nu a înregistrat puncte în campionat în timpul carierei de Formula 1. A murit în accident de avion, retragându-se din automobilism si intrând în acrobațiile aeriene in 1985.

## Tinerețea
Tatăl lui Purley a fost Charles Purley, fondatorul LEC Refrigeration. Documentele privind nașterea și decesul arată că numele original al tatălui său era Puxley dar a preferat numele Purley.[2] Mama sa era Welsh, nascându-se într-un sătuc din Cwmfelinfach. David a mers la  Colegiul Seafordand apoi la Dartington Hall în Devon.

## Cariera
După ce a fost ofițer în Armata Britanică (a fost cu Regimentul de Parașutiști în Aden, Yemen)  și apoi a concurat în curse cu o  AC Cobra și o Chevron, Purley a concurat în Formula Trei având succes, incluzând trei victorii la Chimay între anii 1970 și 1972.
În 1972 Purley a fost unul din cei doi șoferi care au vrut să concureze la Connew Grand Prix cu configurația originală a mașinii.